# Procurador-Geral para a Irlanda do Norte
O Procurador-Geral para a Irlanda do Norte é o principal consultor jurídico do Executivo da Irlanda do Norte para questões civis e criminais que se enquadrem nos poderes delegados pela Assembleia da Irlanda do Norte. Ele também é responsável pela nomeação do diretor e do diretor-adjunto do Ministério Público para a Irlanda do Norte.

## Histórico
O cargo foi criado em 1921, com o estabelecimento do Parlamento da Irlanda do Norte, e sempre foi ocupado por um membro do Partido Unionista do Ulster.